# Alaminos (Pangasinan)
Alaminos – miasto na Filipinach, położone w regionie Ilocos, w prowincji Pangasinan, na wyspie Luzon.

## Opis
Miasto zostało założone w 1744 roku, obecnie jest stolicą diecezji Alaminos. W miejscowości znajduje się port lotniczy.

## Religia
- Iglesia Ni Cristo Lokal ng Alaminos[3]
- Jesus Christ Saves Global Outreach - Alaminos[4]
- Cathedral Parish of St. Joseph the Patriarch[5]

## Linki zewnętrzne

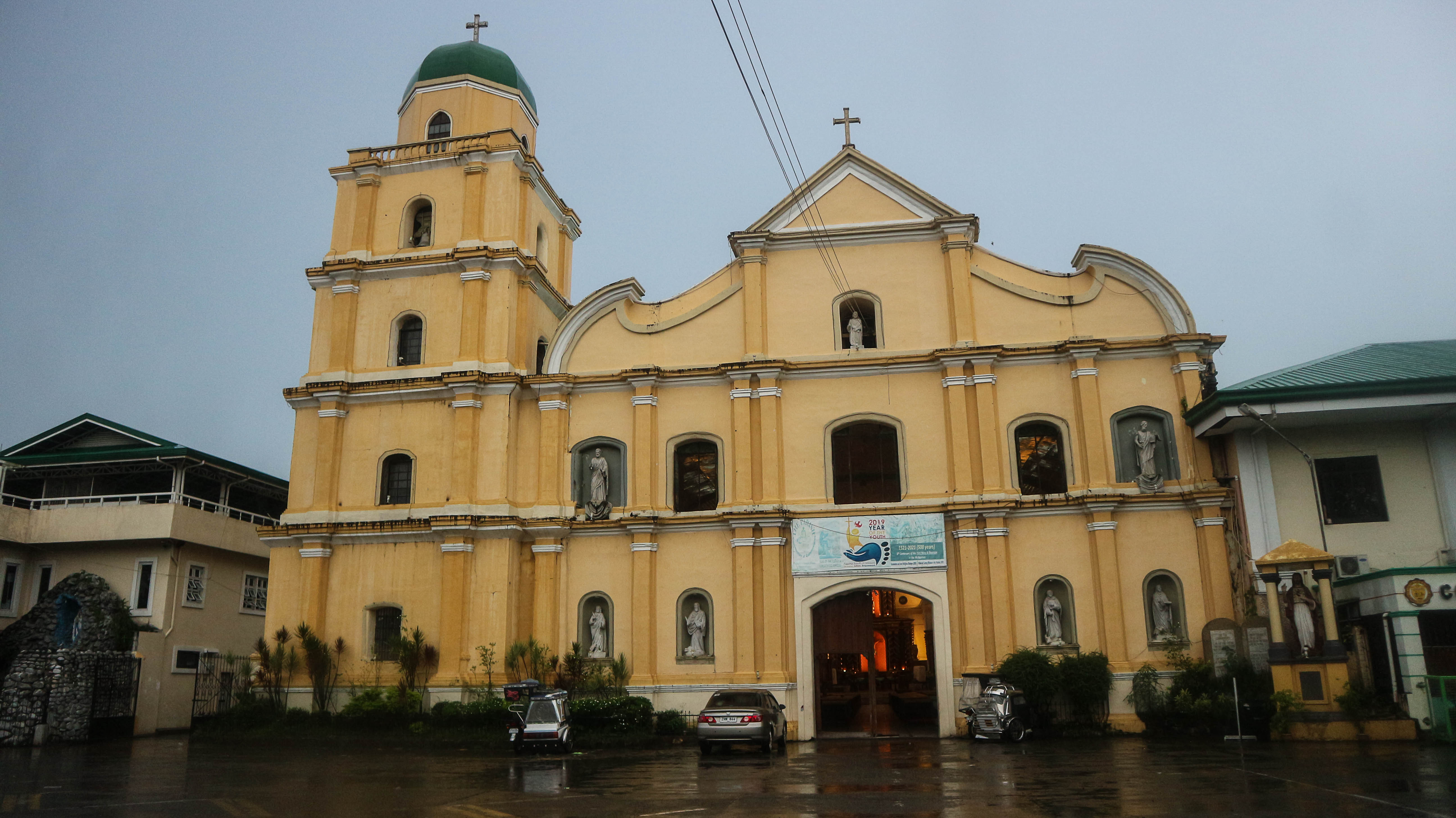
Katedra w Alaminos